# ぜったい多数
『ぜったい多数』（ぜったいたすう）は、1965年に松竹大船が配給した、中村登監督による青春映画である。原作は曽野綾子の「ぜったい多数」、主演は桑野みゆき、田村正和。山田洋次の監督作『霧の旗』との併作上映されたが、興行収入的には失敗した。

## 出演者
- 桑野みゆき : 森暁子
- 田村正和 : 秋山修司
- 中村晃子 : 佐々木千香子
- 石立鉄男 : 阿高賢三
- 早川保 : 早川勲
- 伊藤孝雄 : 大滝正紀
- 倍賞千恵子 : 女リーダー
- いしだあゆみ : 女リーダー
- いずみたく : リーダー
- 北村和夫 : 今泉助教授
- 浜村純 : 下村老人
- 柳沢真一 : 野呂平太郎
- 吉村実子 : 生瀬弥生
- 二本柳寛 : 佐々木
- 青山宏 : 山根
- 中村是好 : 阿高の父
- 河野秋武 : 矢野神父
- 加藤治子 : 大滝夫人
- 内藤武敏 : 高杉教授

## スタッフ
- 監督：中村登
- 製作 : 深沢猛
- 原作 : 曽野綾子 : 「ぜったい多数」
- 脚本 : 権藤利英
- 撮影：篠村荘三郎
- 音楽：日暮雅信
- 美術：金子半三郎

## 同時上映
- 『霧の旗』